# Johnny Claes
Octave John Claes, detto Johnny (Londra, 11 agosto 1916 – Bruxelles, 3 febbraio 1956), è stato un pilota di Formula 1 belga.

## Carriera

### Gli inizi
Johnny Claes nacque in una ricca famiglia belga trasferitasi in Inghilterra a seguito dello scoppio della prima guerra mondiale. Appassionato di musica fondò a Londra una propria band di jazz e solo in un secondo momento si appassionò di automobilismo. La sua passione per le corse cominciò infatti a partire dal 1947 quando, parlando sia francese che inglese, si ritrovò a fare da interprete per i piloti britannici. Nel 1948 fece poi il suo debutto grazie ad una Talbot-Lago regalatagli dal padre e conseguì due piazzamenti a podio l'anno seguente, uno al Gran Premio di Parigi e l'altro al Gran Premio delle Frontiere.

### Formula 1

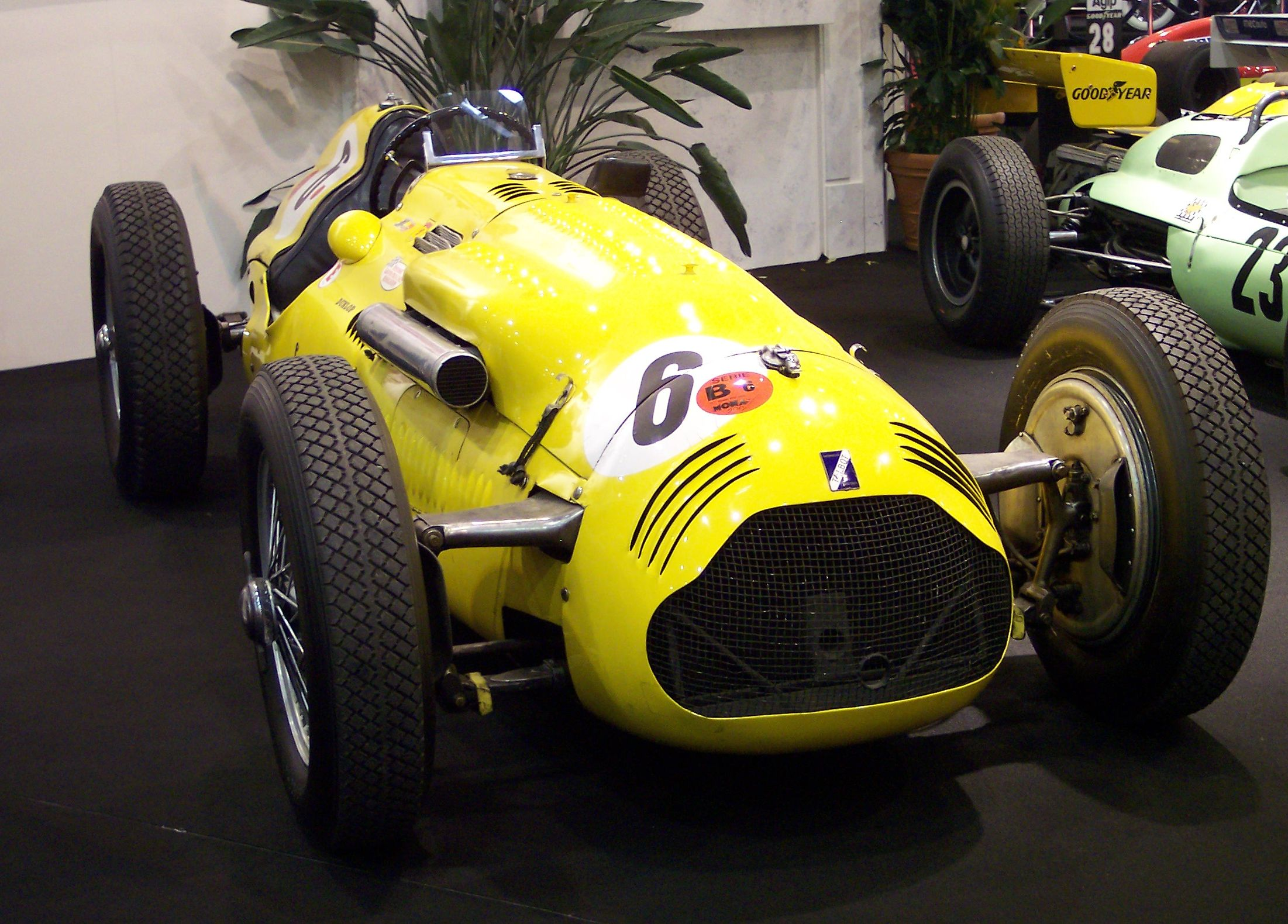
La Talbot Lago T26C utilizzata nel 1950.

Nel 1950 fece così il proprio debutto in Formula 1, guidando per l'Écurie Belge. La sua vettura non era, però, in grado di competere con le più competitive Alfa Romeo e Ferrari e si ritrovò spesso in posizioni di rincalzo. Nonostante i miglioramenti apportati per il 1951 i risultati non migliorarono e il suo miglior piazzamento fu un settimo posto. Nelle gare extra campionato ottenne, invece, discreti risultati conquistando un quarto ed un quinto posto, oltre a vincere il Gran Premio delle Frontiere di Formula 2. Durante la gara a San Remo fu protagonista di un brutto incidente a causa della rottura del freno della sua vettura, in cui rimase ucciso uno spettatore e tre furono gravemente feriti. Vinse la Liegi-Roma-Liegi navigato dall'amico giornalista Jacques Ickx, padre dei futuri piloti Pascal e Jacky.
Nel 1952 corse con una Gordini giungendo terzo in due gare extra campionato in Francia, ma in campionato fu ancora fuori dai punti, così come nel 1953 anche se in occasione del Gran Premio del Belgio sfiorò un terzo posto condividendo la sua vettura con Fangio, anche se il risultato sfumò a pochi giri dal termine per un guasto. Riuscì a imporsi per la seconda volta nel rally Liegi-Roma-Liegi, realizzando un tempo record.

#### Risultati completi
| 1950 | Scuderia     | Vettura     |    |   |  |    |   |     |     |  |  | Punti | Pos. |
| ---- | ------------ | ----------- | -- | - |  | -- | - | --- | --- |  |  | ----- | ---- |
| 1950 | Écurie Belge | Talbot-Lago | 11 | 7 |  | 10 | 8 | Rit | Rit |  |  | 0     |      |

| 1951 | Scuderia     | Vettura     |    |  |   |     |    |    |     |     |  | Punti | Pos. |
| ---- | ------------ | ----------- | -- |  | - | --- | -- | -- | --- | --- |  | ----- | ---- |
| 1951 | Écurie Belge | Talbot-Lago | 13 |  | 7 | Rit | 13 | 11 | Rit | Rit |  | 0     |      |

| 1952 | Scuderia     | Vettura       |  |  |   |     |    |    |  |    |  | Punti | Pos. |
| ---- | ------------ | ------------- |  |  | - | --- | -- | -- |  | -- |  | ----- | ---- |
| 1952 | Écurie Belge | Gordini e HWM |  |  | 8 | Rit | 14 | 10 |  | NQ |  | 0     |      |

| 1953 | Scuderia     | Vettura              |  |  |     |     |    |  |     |  |     | Punti | Pos. |
| ---- | ------------ | -------------------- |  |  | --- | --- | -- |  | --- |  | --- | ----- | ---- |
| 1953 | Écurie Belge | Connaught e Maserati |  |  | Rit | Rit | 12 |  | Rit |  | Rit | 0     |      |

| 1955 | Scuderia     | Vettura     |  |  |  |    |    |  |  |  |  | Punti | Pos. |
| ---- | ------------ | ----------- |  |  |  | -- | -- |  |  |  |  | ----- | ---- |
| 1955 | Écurie Belge | Ferrari 500 |  |  |  | NP | 11 |  |  |  |  | 0     |      |

| Legenda | 1º posto     | 2º posto | 3º posto    | A punti         | Senza punti/Non class.  | Grassetto – Pole position Corsivo – Giro più veloce |
| Legenda | Squalificato | Ritirato | Non partito | Non qualificato | Solo prove/Terzo pilota | Grassetto – Pole position Corsivo – Giro più veloce |

### L'abbandono delle corse e la morte
Nel 1954 cominciò, però, ad accusare problemi di salute ed abbandonò quasi totalmente le corse. Partecipò infatti soltanto alla 24 ore di Le Mans e a una gara in Sud America. L'anno seguente tentò di rientrare nel mondo dell'automobilismo prendendo parte a due gare in Formula 1 e concludendo terzo alla 24 Ore di Le Mans. Il 3 febbraio 1956, però, morì a causa della tubercolosi.
Claes oggi riposa nel Cimitero di Bruxelles.